# .pf
.pf (Polinésia Francesa) é o código TLD (ccTLD) na Internet para a Polinésia Francesa.